# 趙誠峰
趙 誠峰（ちょう せいほう, 1980年6月1日 - ）は、司法修習61期の、日本の弁護士。刑事実務学研究者。代々木に所在するKollectアーツ法律事務所パートナー弁護士。また、早稲田大学 大学院法務研究科非常勤講師。日本弁護士会連合会刑事弁護センター幹事、同刑事調査室嘱託。第二東京弁護士会 裁判員センター副委員長。医療問題弁護団団員。在日コリアン弁護士協会会員。東京法廷技術アカデミー インストラクター。

## 人物
早稲田大学法学部を卒業後、ロースクール制度の一期生として、同大学設置の早稲田大学大学院法務研究科に入学。ストレートで司法試験に合格。法科大学院時代にエクスターンで高野隆法律事務所に出向し、そのまま同事務所に所属し、高野隆に師事。現在の早稲田リーガルコモンズ法律事務所を共同設立した後、現在のKollectアーツ法律事務所を設立。弁護士業の傍らで、早稲田大学 大学院法務研究科の非常勤講師として、法曹教育にも携わっている。
坂根真也、宮村啓太、金岡繁裕らと共に「令和の刑事弁護人BIG 4」などと言われている。

## 経歴
- 1999年3月 福井県立高志高等学校卒業
- 2004年3月 早稲田大学法学部卒業
- 2007年3月 早稲田大学大学院法務研究科卒業（同研究科第一期生）
- 2008年12月 高野隆法律事務所
- 2013年3月 早稲田リーガルコモンズ法律事務所
- 2021年1月 Kollectアーツ法律事務所

## 著名な担当事件
- オウム真理教事件 ‐ 高橋克也 一審[5]
  - 会社員VX殺害事件
  - オウム被害者の会 会長VX襲撃事件
  - 公証人役場事務長逮捕監禁致死事件
  - 東京都庁小包爆弾事件
  - 地下鉄サリン事件
- 乳腺外科医師わいせつ事件 (柳原病院事件)[6]
  - 男性外科医師が、執刀した女性患者の乳首を舐めたとして起訴された準強制わいせつ事件。
  - 全身麻酔を伴う術後は、稀に、患者が無意識的に性的妄想体験をする「術後せん妄」という症状を引き起こすことがある[7]。本件では、女性患者が訴える被害体験は事実であるとし懲役3年を求刑した検察側の主張と、術後せん妄であるという弁護側の主張が真っ向から対立した[8]。
  - 2019年2月20日、東京地方裁判所は無罪の判決を言い渡した[9][10]。検察側は3月5日に控訴した[11]
  - 微物鑑定を行った警視庁科学捜査研究所の研究員が、実験ノートにあたるワークシートを鉛筆で記載し、少なくとも9カ所を消しゴムで消して書き直していたり、本件ではDNAの量が争点になることを検察官から知らされた後に、定量検査についてのデータや抽出液を廃棄したために、鑑定結果が検証不能になったりしたことから、地裁判決は、「検査者としての誠実性」に疑問符をつけ、鑑定書について「証明力は十分なものとはいえない」とした[12]。
  - 2020年7月13日、東京高等裁判所（朝山芳史裁判長、伊藤敏孝裁判官、高森宣裕裁判官）は一審無罪を破棄し、被告に対し執行猶予なし懲役2年の実刑判決を言い渡した[13][12]。被告・弁護側は、即日上告した[12]。翌日、趙は「科学的根拠は何もない。全く無い。」「これは、専門家に対する冒涜だと思う。」などとブログにつづった[14]。
  - 最高裁判所第2小法廷（三浦守裁判長）は検察側と弁護側の意見を聞く弁論を2022年1月21日に開くことを決めた。一審の無罪を破棄して、懲役2年の実刑を言い渡した控訴審判決が見直される可能性がある[15]。
  - 2022年2月18日、最高裁判所第2小法廷（三浦守裁判長）は逆転有罪とした控訴審判決を破棄し、審理を東京高等裁判所に差し戻した。最高裁は「検査結果が信頼できるかどうか、明確でない部分がある」と指摘した[16]。趙は二日後にブログで控訴審判決が破棄されたことについては喜びを示しながらも、審理を差し戻したことについて「三重の危険をもたらす」「いかに残酷で、非人道的なことかを想像してもらいたい」と最高裁の姿勢を批判した[17]。
- 新井浩文 強制性交等罪否認事件[18]
  - 俳優の新井浩文が自宅で出張マッサージのサービスを受ける際、女性マッサージ師に対して強制性交を行ったとして起訴された事件。
  - 新井は性交行為自体があったことは認めており、その際に、①強制性交等罪の成立要件とされる「相手方の反抗を著しく困難にする程度の暴行」はなかった（この程度を満たす「暴行」が事実認定されなければ、刑事事件としては不可罰であり、新井の行為は民事上の不法行為責任の範囲で有責となる）、②相手方の合意があるものだと誤信していたため、犯罪の成立要件である「故意」はなかった、として2点を争点として争った[19]。
  - 2019年12月2日、東京地方裁判所は求刑通り懲役5年の実刑判決を言い渡し、被告側は判決を不服として即日控訴した[20][21][22]。
- 横浜地検自白強要誹謗中傷事件 [23]
  - 横浜地検の検察官が、冤罪を主張して黙秘をする身柄拘束下の被疑者に立腹し、合計56時間に渡り取調室内で粘着的・執拗的に誹謗中傷を繰り返して人格攻撃を続けたという、2018年の事件。
  - 日本の取調べの実態として、後述する「取調べサンドバッグ」の実情を浮き彫りにする問題に発展した。
- 大河原化工機事件 (弁護士高田剛との共同受任)[24]
  - 近年成果を出せていなかった警視庁公安部が、横浜市の製造業である大河原化工機をターゲットにし、同社の製作・輸出している噴霧乾燥機（物質を粉にする機械）が生物兵器への転用可能なものであるというの筋書きで外為法違反事件をでっちあげ、東京地検と相談の上、大河原化工機の役員ら3名を逮捕・勾留したという、2020年の冤罪事件。
  - 東京地裁も、捜査機関の筋書きを無批判に受け入れ、適切な令状審査を怠った結果、約1年間に渡り体調不良を訴える同役員を十分な検査を許さないまま勾留を続ける決定をすることになり、その結果、役員は胃がんが進行して死亡するに至った。このことは人質司法の問題を改めて社会的に浮き彫りにさせる事態となった[25]。

## 取調べサンドバッグ
趙は、我が国で実施されている検察官の取調べの実態（実際の映像）を、日本で初めてYouTube上で公開したことで知られている。同動画では、検察官が、冤罪を訴えて黙秘する被疑者に対し、粘着的・執拗的に誹謗中傷を浴びせ続けている現状が記録されており、日本の取調べの実態を国民に明らかにするという目的から、検察官の実名を明らかにする形で公開された。ひたすら耐え忍んで大人しくしている被疑者に対し、長時間にわたり検察官が、徹底的に精神的攻撃を緩めない日本の取調べスタイルの様子から「取調べサンドバッグ」と呼ばれている。
日本では、過去に捜査機関が被疑者へ自白を強要して有罪判決を獲得する事件が常態化しており、これに伴って有罪率が99％以上を維持しているという社会的病理や、冤罪の多発といった事態を生じさせている。そこで刑事訴訟法301条の2が新設され、現在では、被疑者が逮捕・勾留されている身柄事件に限り、警察・検察での取調べの経過が録音・録画されている（なお、警察では、後に裁判員裁判の対象となり得る重大事件に限定して実施され、検察庁では、身柄事件であれば全件実施されている）。しかしたとえ録音・録画されていた上であっても、警察・検察では、特に冤罪を主張するような被疑者に対して、威圧的に自白を強要したり、罵詈雑言・誹謗中傷を浴びせて精神的に追い詰める手法は、改善されていない。趙が公開した動画でも、その様子は録音・録画映像にはっきり記録されていた。
録音・録画が違法捜査の抑止になっていない原因として、可視化媒体（録音・録画の映像記録）について、検察庁が秘匿情報として開示に消極的であることが指摘されている。2023年には、プレサンス元社長冤罪事件の際に、大阪地検の検察官が、冤罪を主張する被疑者に対して、長時間、机を叩きながら大声で罵詈雑言を発し、自白するよう恫喝を繰り返していたという大阪地検自白強要恫喝事件が明るみとなる。これに対し裁判所は、「（同取調べ行為には特別公務員暴行陵虐罪が成立しており犯罪であると認定した上で）録音録画された中でこのような取調べが行われたこと自体が驚くべき由々しき事態である」と判示していた（大阪地検自白強要恫喝事件があったのは、2019年12月18日の出来事）  。 
そのような中、それ以前の2018年10月～11月においても、横浜地検の検察官が、冤罪を主張して黙秘する（当時）弁護士の被疑者に対し、誹謗中傷を繰り返す横浜地検自白強要誹謗中傷事件が起きていたことが発覚し、この事件の国家賠償請求訴訟の代理人を受任したのが趙である。
具体的には、身柄拘束下で冤罪を主張して黙秘する被疑者に対し、横浜地検の検察官が、粘着的・執拗的に「ボクちゃんは強くないもんねー」「刑事弁護で実績を上げたこともないし」「下手くそなんだよ、やり方がね、全然怖くないもん。うっとうしいだけ」「イライラさせるよね」「（君は）趣味でしか刑事弁護できない人」「中学校では理系の成績が悪かったようだけど、やはり論理性に欠ける」「ガキだよね、あなたってなんか、子どもが大きくなっちゃったみたいな」「あなたなんかに弁護士の資格はない」「（冤罪を主張することは明白な嘘であり）詐欺師に部類されるべき人間」「どうやったらこんな弁護士が生み出されるのだろうか。（君の司法修習の）刑弁教官は誰だろう。法廷に立ってもらって、追及したほうがいいかな。調べりゃわかるし」などと誹謗中傷を繰り返すものであった。このような取調べは、21日間、合計56時間の中で繰り返された。
国（検察）側は、請求棄却を求めて争う姿勢を見せたため、検事による誹謗中傷の事実の確認を求めるために録音・録画の映像の提出を求めるも、当初国側は拒否して隠していた。そこで裁判所が、職権に基づく文書提出命令として映像を開示させたところ、上記の誹謗中傷の実態が記録されており、真実であることが明らかとなった。
可視化媒体（録音・録画の映像）は、刑事事件として用いられる場合には、裁判以外での使用が禁じられている（目的外使用禁止規定）が、民事事件に分類される国家賠償請求訴訟にはこのような規定がない。違法捜査の抑止のために取調が録音・録画されるようになったにもかかわらず、日頃、必要なときであっても検察庁が開示を拒んでいる実情に対するアンチテーゼも含め、「取調べの実態を広く国民に見てもらい、実情を知ってもらう必要がある」として、趙が公開するに至った。

## 著書
- 「刑事弁護ビギナーズver.2」（共編著、現代人文社（2014年））
- 「責任能力弁護の手引き」（共著、日弁連刑事弁護センター編、現代人文社（2014年））
- 「憲法的刑事弁護－弁護士高野隆の実践－」（共編、日本評論社（2017年））

## 研究実績

### 論文
- 「接見ビデオ」を裁判員法廷で上映して心神喪失を主張」（共著、季刊刑事弁護65号（2011年））
- 「チョコレート缶事件最高裁判決の流れを汲んだ無罪判決」（季刊刑事弁護73号（2013年））
- 「鑑定から専門家証言へ」実務体系・現代の刑事弁護第２巻「刑事弁護の現代的課題」（第一法規、2013年）
- 「最終弁論の自由」（季刊刑事弁護77号（2014年））
- 「本邦で初めて開示証拠の目的外使用の罪で起訴され有罪になった事例」（季刊刑事弁護79号（2014年））
- 「『量刑評議の在り方』から弁護戦略を考える」（季刊刑事弁護80号、現代人文社（2014年））
- 「刑事弁護実務の世界」（法学セミナー718号2014年）
- 「公判前整理手続と328条―公判中心主義を実現するために」（季刊刑事弁護81号（2015年））等
- 「法廷ITシステムを利用した専門家証人尋問」（季刊刑事弁護84号（2015年））
- 「覚せい剤自己使用における誤った「経験則」」（季刊刑事弁護90号（2017年））
- 「絶体絶命の状態から証人の偽証を暴き獲得した無罪判決」（季刊刑事弁護90号（2017年））
- 「被告人質問再考」（季刊刑事弁護95号（2018年））
- 「「保全の必要性」と制度の谷間でたらい回しにされ証拠を入手できなかった事例」（季刊刑事弁護95号（2018年））

## 交友関係
- 高野隆
- 大磯義一郎 - ロースクール時代からの旧友。共に早稲田大学 大学院法務研究科の一期生。
- 吉田京子 - 共に高野隆に師事しており、兄弟弟子の関係。
- 木谷明 - 同じ刑事弁護士であり、共同で本を執筆するなどしている。
- 亀石倫子 - 早稲田大学 大学院法務研究科で講演会を主催する等していた。